# Чемпионат Европы по международным шашкам среди женщин (блиц) 2013
Чемпионат Европы по международным шашкам среди женщин (блиц) 2013 года  (англ. 6th European Women Championship blitz) прошёл 23 марта в Будапеште, Венгрия под эгидой Европейской конфедерации шашек и ФМЖД. 
Соревнования проходили одновременно с мужским турниром в рамках VI чемпионата Европы по блицу. 
Место проведения - H-1068 Budapest, Benczúr utca 35
Число участников — 7 (из них 3 международных гроссмейстера, 2 — международных мастера, 2 — мастера ФМЖД) из 4-х стран. 
Рейтинг турнира — 1859. Контроль времени — 5 минут на партию + 3 секунды за ход . 
Победила представитель Украины Дарья Ткаченко, серебро также  у представителя Украины Виктории Мотричко, третье место у россиянки Айгуль Идрисовой.

## Ход турнира
Двухкруговой турнир, 14 туров, в каждом туре одна из участниц отдыхала. 
| место | Титул                      | Имя               | Страна     | очки |
| ----- | -------------------------- | ----------------- | ---------- | ---- |
| 1     | международный гроссмейстер | Дарья Ткаченко    | Украина    | 16   |
| 2     | международный гроссмейстер | Виктория Мотричко | Украина    | 15   |
| 3     | международный мастер       | Айгуль Идрисова   | Россия     | 14   |
| 4     | международный гроссмейстер | Ольга Балтажи     | Украина    | 12   |
| 5     | мастер ФМЖД                | Виктория Белая    | Украина    | 10   |
| 6     | мастер ФМЖД                | Зане Магоне       | Латвия     | 9    |
| 7     | международный мастер       | Виталия Думеш     | Нидерланды | 8    |